# Jung Jin-Sun
Jung Jin-Sun (en coreano: 정진선; Seúl, 24 de enero de 1984) es un deportista surcoreano que compitió en esgrima, especialista en la modalidad de espada.
Participó en tres Juegos Olímpicos de Verano entre los años 2008 y 2016, obteniendo una medalla de bronce en Londres 2012 en la prueba individual. Ganó dos medallas de plata en el Campeonato Mundial de Esgrima en los años 2014 y 2018.

## Palmarés internacional
| Juegos Olímpicos   | Juegos Olímpicos      | Juegos Olímpicos  | Juegos Olímpicos   |
| Año                | Lugar                 | Medalla           | Prueba             |
| ------------------ | --------------------- | ----------------- | ------------------ |
| 2012               | Londres (Reino Unido) | Medalla de bronce | Espada individual  |
| Campeonato Mundial |                       |                   |                    |
| Año                | Lugar                 | Medalla           | Prueba             |
| 2014               | Kazán (Rusia)         | Medalla de plata  | Espada por equipos |
| 2018               | Wuxi (China)          | Medalla de plata  | Espada por equipos |